# Оманский риал
Ома́нский риа́л (араб. ريال عماني‎) — денежная единица Султаната Оман. Разменная денежная единица — байза, равная 1/1000 риала. Код ISO 4217 — OMR.
Оманский риал введён в марте 1974 года вместо саидского риала (англ. rial Saidi) в соотношении 1:1. Первоначально эмиссия осуществлялась валютным советом Омана, затем эмиссионные функции были переданы Центральному банку Омана.
В денежном обращении находятся банкноты номиналом 100 и 200 байз, ¼, ½, 1, 5, 10 и 50 риалов, а также монеты в 5, 10, 25, 50 и 100 байз.
На банкнотах надписи и числа одной стороны написаны по-английски, с другой — по-арабски. Монеты чеканятся без дублирования надписей и чисел на английском языке.

## Монеты
В 1890-х годах монеты для 1⁄12 и 1⁄4 анна (1⁄3 и 1 пайса) были отчеканены специально для использования в Маскате и Омане.
В 1940 году были выпущены монеты для использования в Дофар в номиналах 10, 20 и 50 байз. В 1948 году были добавлены монеты в 1⁄2 риала, а в 1959 году — 3 байзы. В 1946 году в Омане были введены в обращение монеты номиналом 2, 5 и 20 байз. За ними последовали, между 1959 и 1960 годами, 3 байзы, и монеты в 1⁄2 и 1 риал.
В 1970 году была введена чеканка монет для всего Маската и Омана. Номиналы были 2, 5, 10, 25, 50 и 100 байз. В 1975 году были выпущены новые монеты с названием страны — Оман. Монеты в 1⁄4 и 1⁄2 риала были введены в 1980 году.
В настоящее время в обращении находятся монеты номиналом 5, 10, 25 и 50 байз.
Монеты номиналом 100 байз и выше были выведены из обращения 20 мая 2020 года.
| Монеты с Кабусом | Монеты с Кабусом | Монеты с Кабусом | Монеты с Кабусом | Монеты с Кабусом | Монеты с Кабусом   | Монеты с Кабусом | Монеты с Кабусом             | Монеты с Кабусом | Монеты с Кабусом |
| Изображение      | Изображение      | Номинал          | Диаметр          | Масса            | Состав             | Гурт             | Аверс                        | Реверс           | Год выпуска      |
| Аверс            | Реверс           | Номинал          | Диаметр          | Масса            | Состав             | Гурт             | Аверс                        | Реверс           | первая чеканка   |
| ---------------- | ---------------- | ---------------- | ---------------- | ---------------- | ------------------ | ---------------- | ---------------------------- | ---------------- | ---------------- |
|                  |                  | 5 байз           | 19 мм            | 2,65 г           | Медь-сталь         | Гладкий          | Кабус бен Саид, султан Омана | Год чеканки      | 1999             |
|                  |                  | 10 байз          | 22,5 мм          | 4.1 г            | Медь-сталь         | Гладкий          | Кабус бен Саид, султан Омана | Год чеканки      | 1999             |
|                  |                  | 25 байз          | 22,5 мм          | 2,63 г           | Никель сталь       | Тростниковый     | Кабус бен Саид, султан Омана | Год чеканки      | 1999             |
|                  |                  | 50 байз          | 24 мм            | 5,57 г           | Никель сталь       | Тростниковый     | Кабус бен Саид, султан Омана | Год чеканки      | 1999             |
|                  |                  | 100 байз         | 21,5 мм          | 4.20 г           | Медь-никель        | Тростниковый     | Султанат Оман                | Год чеканки      | 1984             |
|                  |                  | 1⁄4 риала        | 26 мм            | 6,5 г            | Алюминиевая бронза | Буквенный        | Султанат Оман                | Год чеканки      | 1979             |
|                  |                  | 1⁄2 риала        | 30 мм            | 10 г             | Алюминиевая бронза | Тростниковый     | Султанат Оман                | Год чеканки      | 1979             |

## Банкноты
С 1977 года Центральный банк Омана выпускает банкноты, в том числе банкноты в 20 и 50 риалов, а в 1985 году были выпущены банкноты в 200 байз.
1 ноября 1995 года была выпущена новая серия банкнот, а банкноты достоинством в 5 риалов и выше были обновлены в 2000 году металлическими полосками.
В 2005 году была выпущена красная банкнота в 1 риал, посвященная 35-му Национальному дню.
В 2010 году по случаю 40-го Национального дня были выпущены новые банкноты достоинством в 5, 10, 20 и 50 риалов. Банкнота номиналом 20 риалов окрашена в синий цвет вместо зеленого, а остальные банкноты того же цвета, что и раньше.
В 2015 году была выпущена фиолетовая банкнота в 1 риал, посвященная 45-му Национальному дню.
После 30 июля 2019 года все банкноты, выпущенные до 1 ноября 1995 года, утратили силу, а также банкноты номиналом от 5 до 50 риалов, выпущенные на эту дату без металлических полосок. Банкноты номиналом от 5 до 50 риалов серии 1995 года с полосками фольги, выпущенные в обращение с 2000 года, остаются в силе.Таким образом, по состоянию на 2020 год в обращении находятся в основном банкноты серии 2010 года номиналом от 5 до 50 риалов, банкноты номиналом 1 риал 2015 года и банкноты серии 1995 года номиналом 100 байз и 1/2 риала. Банкнота номиналом 200 байз 1995 года, банкноты номиналом 1 риал 1995 и 2005 годов и банкноты номиналом 5—50 риалов 2000 года выпуска все еще принимаются, но их редко можно увидеть. В обращении находятся в основном монеты номиналом 25 и 50 байз, а 5 и 10 байз используются в магазинах, цены на которые требуют их.
Выпущена новая серия банкнот с изображением султана Хейсама бен Тарика на аверсе.

### Серия 1973 года
| Серия 1973 года | Серия 1973 года | Серия 1973 года | Серия 1973 года | Серия 1973 года       | Серия 1973 года | Серия 1973 года      | Серия 1973 года |
| Изображение     | Изображение     | Номинал         | Размеры (мм)    | Основной цвет         | Описание        | Описание             | Дата выхода     |
| Аверс           | Реверс          | Номинал         | Размеры (мм)    | Основной цвет         | Аверс           | Реверс               | Дата выхода     |
| --------------- | --------------- | --------------- | --------------- | --------------------- | --------------- | -------------------- | --------------- |
|                 |                 | 100 байз        | 115×50          | коричневый, бирюзовый | Герб, номинал   | Номинал              | 1973            |
|                 |                 | 1/4 риала       | 125×60          | синий, коричневый     | Герб, номинал   | Крепость Джалали     | 1973            |
|                 |                 | 1/2 риала       | 135×70          | зелёный, фиолетовый   | Герб, номинал   | Сумаильская крепость | 1973            |
|                 |                 | 1 риал          | 145×80          | красный, коричневый   | Герб, номинал   | Форт Сухар           | 1973            |
|                 |                 | 5 риалов        | 155×80          | фиолетовый, синий     | Герб, номинал   | Форт Низва           | 1973            |
|                 |                 | 10 риалов       | 165×80          | коричневый, зелёный   | Герб, номинал   | Форт Мирани          | 1973            |

### Серия 1977 года
| Серия 1977 года | Серия 1977 года | Серия 1977 года | Серия 1977 года | Серия 1977 года   | Серия 1977 года       | Серия 1977 года                 | Серия 1977 года |
| Изображение     | Изображение     | Номинал         | Размеры (мм)    | Основной цвет     | Описание              | Описание                        | Дата печати     |
| Аверс           | Реверс          | Номинал         | Размеры (мм)    | Основной цвет     | Аверс                 | Реверс                          | Дата печати     |
| --------------- | --------------- | --------------- | --------------- | ----------------- | --------------------- | ------------------------------- | --------------- |
|                 |                 | 100 байз        | 120×60          | оранжевый         | Герб, номинал         | Порт Кабус                      | 1977            |
|                 |                 | 200 байз        | 130×65          | фиолетовый        | Герб, номинал         | Крепость Рустак                 | 1985            |
|                 |                 | 1/4 риала       | 135×70          | синий             | Герб, номинал         | Крепость Джалали                | 1977            |
|                 |                 | 1/2 риала       | 135×75          | зелёный           | Герб, номинал         | Сумаильская крепость            | 1977            |
|                 |                 | 1 риал          | 145×80          | красный           | Герб, номинал         | Форт Сухар                      | 1977            |
|                 |                 | 5 риалов        | 155×80          | розово-фиолетовый | Герб, номинал         | Форт Низва                      | 1977            |
|                 |                 | 10 риалов       | 165×80          | коричнево-чёрный  | Герб, номинал         | Форт Мирани                     | 1977            |
|                 |                 | 20 риалов       | 175×80          | тёмно-зелёный     | Султан Кабус бен Саид | Здание Центрального банка Омана | 1977            |

### Серия 1985 года
| Серия 1985 года | Серия 1985 года | Серия 1985 года | Серия 1985 года | Серия 1985 года   | Серия 1985 года       | Серия 1985 года                 | Серия 1985 года        |
| Изображение     | Изображение     | Номинал         | Размеры (мм)    | Основной цвет     | Описание              | Описание                        | Дата печати            |
| Аверс           | Реверс          | Номинал         | Размеры (мм)    | Основной цвет     | Аверс                 | Реверс                          | Дата печати            |
| --------------- | --------------- | --------------- | --------------- | ----------------- | --------------------- | ------------------------------- | ---------------------- |
|                 |                 | 100 байз        | 120×60          | красно-коричневый | Султан Кабус бен Саид | Порт Кабус                      | 1987, 1989, 1992, 1994 |
|                 |                 | 200 байз        | 130×65          | фиолетовый        | Султан Кабус бен Саид | Крепость Рустак                 | 1987, 1993, 1994       |
|                 |                 | 1/4 риала       | 135×70          | синий             | Султан Кабус бен Саид | Рыбная промышленность, траулер  | 1989                   |
|                 |                 | 1/2 риала       | 140×75          | зелёный           | Султан Кабус бен Саид | Университет султана Кабуса      | 1987                   |
|                 |                 | 1 риал          | 145×80          | красный           | Султан Кабус бен Саид | Форт Сухар                      | 1987, 1989, 1994       |
|                 |                 | 5 риалов        | 165×80          | розово-фиолетовый | Султан Кабус бен Саид | Форт Низва                      | 1990                   |
|                 |                 | 10 риалов       | 175×80          | тёмно-коричневый  | Султан Кабус бен Саид | Форт Мирани                     | 1987, 1993             |
|                 |                 | 20 риалов       | 175×80          | коричнево-черный  | Султан Кабус бен Саид | Здание Центрального банка Омана | 1987, 1994             |
|                 |                 | 50 риалов       | 185×90          | тёмно-зелёный     | Султан Кабус бен Саид | Форт Джабрин                    | 1985, 1992             |

### Серия 1995 года
|  |  | 100 байз  | 120×65 | зелёный              | Султан Кабус бен Саид, оросительный канал                                  | Орёл и белый орикс                                                        |                       | 1995 |
|  |  | 200 байз  | 130×65 | зелёный              | Султан Кабус бен Саид, аэропорт Салал                                      | Центр рыбного хозяйства и морских наук; Порт Кабус в Маскате              |                       | 1995 |
|  |  | 1/2 риала | 135×65 | коричнево-фиолетовый | Султан Кабус бен Саид, Крепость Бахла                                      | Форт Аль-Хазим, Форт Нахале                                               | Султан Кабус бен Саид | 1995 |
|  |  | 1 риал    | 145×75 | фиолетовый           | Султан Кабус бен Саид, Спортивный комплекс Султана Кабус                   | Риал Ханжар (кинжал), серебряные браслеты и украшения                     |                       | 1995 |
|  |  | 5 риалов  | 155×75 | красный              | Султан Кабус бен Саид, Университет Султана Кабус                           | Назва                                                                     |                       | 1995 |
|  |  | 10 риалов | 160×75 | коричневый           | Султан Кабус бен Саид, башня Аль-Нахда                                     | Форт Муттра                                                               |                       | 1995 |
|  |  | 20 риалов | 165×75 | тёмно-зелёный        | Султан Кабус бен Саид, здание Центрального банка Омана                     | Рынок безопасности Маската, промзона Рысайл                               |                       | 1995 |
|  |  | 50 риалов | 175×75 | фиолетовый           | Султан Кабус бен Саид, Здание Министерства финансов и экономи, форт Мирани | Здание Кабинета министров и здание Министерства торговли и промышленности |                       | 1995 |

### Серия 2000 года
|  |  | 5 риалов  | 155×75 | красный       | Султан Кабус бен Саид, Университет Султана Кабус                           | Назва                                                                     |  | 2000 |
|  |  | 10 риалов | 160×75 | коричневый    | Султан Кабус бен Саид, башня Аль-Нахда                                     | Форт Муттра                                                               |  | 2000 |
|  |  | 20 риалов | 165×75 | тёмно-зелёный | Султан Кабус бен Саид, здание Центрального банка Омана                     | Рынок безопасности Маската, промзона Рысайл                               |  | 2000 |
|  |  | 50 риалов | 175×75 | фиолетовый    | Султан Кабус бен Саид, Здание Министерства финансов и экономи, форт Мирани | Здание Кабинета министров и здание Министерства торговли и промышленности |  | 2000 |

### Серия 2005 года
| Серия 2005 / 35-й Национальный год | Серия 2005 / 35-й Национальный год | Серия 2005 / 35-й Национальный год | Серия 2005 / 35-й Национальный год | Серия 2005 / 35-й Национальный год | Серия 2005 / 35-й Национальный год | Серия 2005 / 35-й Национальный год                                  |
| Изображение                        | Изображение                        | Номинал                            | Размеры (мм)                       | Основной цвет                      | Описание                           | Описание                                                            |
| Аверс                              | Реверс                             | Номинал                            | Размеры (мм)                       | Основной цвет                      | Аверс                              | Реверс                                                              |
| ---------------------------------- | ---------------------------------- | ---------------------------------- | ---------------------------------- | ---------------------------------- | ---------------------------------- | ------------------------------------------------------------------- |
|                                    |                                    | 1 риал                             | 145×75                             | розово-фиолетовый                  | Султан Кабус бен Саид              | Учебный корабль Королевского флота Омана, минарет, крепость Джалали |

### Серия 2010 года
|  |  | 5 риалов  | 155×75 | коричневый           | Султан Кабус бен Саид, Университет Султана               | Назва                                                              |  |  |
|  |  | 10 риалов | 160×75 | коричневый           | Султан Кабус бен Саид, башня Аль-Надха                   | Форт Муттра                                                        |  |  |
|  |  | 20 риалов | 165×75 | зелёный              | Султан Кабус бен Саид,Здание Центрального Банка Омана    | Рынок ценных бумаг в Маскате, Промзона Рисьял                      |  |  |
|  |  | 50 риалов | 175×75 | розовый и фиолетовый | Султан Кабус бен Саид, Министерство финансов и экономики | Кабинет строительства здания министерств Торговли и промышленности |  |  |

### Серия 2015 года
| Серия 2015 / 45-й Национальный год | Серия 2015 / 45-й Национальный год | Серия 2015 / 45-й Национальный год | Серия 2015 / 45-й Национальный год | Серия 2015 / 45-й Национальный год | Серия 2015 / 45-й Национальный год     | Серия 2015 / 45-й Национальный год                  |
| Изображение                        | Изображение                        | Номинал                            | Размеры (мм)                       | Основной цвет                      | Описание                               | Описание                                            |
| Аверс                              | Реверс                             | Номинал                            | Размеры (мм)                       | Основной цвет                      | Аверс                                  | Реверс                                              |
| ---------------------------------- | ---------------------------------- | ---------------------------------- | ---------------------------------- | ---------------------------------- | -------------------------------------- | --------------------------------------------------- |
|                                    |                                    | 1 риал                             | 145×75                             | фиолетовый                         | Султан Кабус бен Саид, дворец Аль-Алам | Пустынные белые бабочки, университет султана Кабуса |

### Серия 2019 года
| 2019 (40-й национальный год) Усиленная защита | 2019 (40-й национальный год) Усиленная защита | 2019 (40-й национальный год) Усиленная защита | 2019 (40-й национальный год) Усиленная защита | 2019 (40-й национальный год) Усиленная защита | 2019 (40-й национальный год) Усиленная защита            | 2019 (40-й национальный год) Усиленная защита                       |
| Изображение                                   | Изображение                                   | Номинал                                       | Размеры (мм)                                  | Основной цвет                                 | Описание                                                 | Описание                                                            |
| Аверс                                         | Реверс                                        | Номинал                                       | Размеры (мм)                                  | Основной цвет                                 | Аверс                                                    | Реверс                                                              |
| --------------------------------------------- | --------------------------------------------- | --------------------------------------------- | --------------------------------------------- | --------------------------------------------- | -------------------------------------------------------- | ------------------------------------------------------------------- |
|                                               |                                               | 50 риалов                                     | 175×75                                        | розовый и фиолетовый                          | Султан Кабус бен Саид, Министерство финансов и экономики | Кабинет строительства, здания министерств Торговли и промышленности |

### Серия 2020 года
| Серия 2020  | Серия 2020  | Серия 2020 | Серия 2020   | Серия 2020          | Серия 2020                                                        | Серия 2020                                                                                        |
| Изображение | Изображение | Номинал    | Размеры (мм) | Основной цвет       | Описание                                                          | Описание                                                                                          |
| Аверс       | Реверс      | Номинал    | Размеры (мм) | Основной цвет       | Аверс                                                             | Реверс                                                                                            |
| ----------- | ----------- | ---------- | ------------ | ------------------- | ----------------------------------------------------------------- | ------------------------------------------------------------------------------------------------- |
|             |             | 100 байз   | 120×65       | коричневый          | Террасы Джебель-Ахдара, национальная эмблема                      | Кокосовый орех деревья (Дофар), Фаладж Аль-Джила (Южная Эш-Шаркия)                                |
|             |             | 1/2 риала  | 135×75       | зелёный             | Айн Хор (Дофар), Ладан (Дофар), национальная эмблема              | Арабский леопард (Дофар), закопченный сокол (Маскат & Южная Эль-Батина)                           |
|             |             | 1 риал     | 145×75       | красный             | Музей Омана сквозь века (Ad Dakhiliyah), национальная эмблема     | Замок Хасаб (Мусандам), Гробницы Вади Аль-Айн (Ад-Дахира), Джирз-акс (Мусандам), Оманский ханджар |
|             |             | 5 риалов   | 155×75       | розовый             | Университет султана Кабуса, султан Хейсам бен Тарик Аль Саид      | Королевский оперный театр                                                                         |
|             |             | 10 риалов  | 160×75       | коричневый, зелёный | Большая мечеть, султан Хейсам бен Тарик Аль Саид                  | Археологический парк Аль-Балид, ниша мечети Увейна                                                |
|             |             | 20 риалов  | 165×75       | синий, фиолетовый   | Международный аэропорт, султан Хейсам бен Тарик Аль Саид          | Скоростная магистраль Батина, промышленный центр Сохар, Аэропорт Салалы                           |
|             |             | 50 риалов  | 175×75       | зелёно-серый        | Здание Центрального банка Омана, султан Хейсам бен Тарик Аль Саид | Здание Верховного суда Омана, Дворец Аль-Алам, здание парламанта                                  |

## Режим валютного курса
Курс риала привязан к доллару США в соотношении 1 риал = 2,6008 доллара.